# Mr. Belvederes zweite Jugend
Mr. Belvederes zweite Jugend (Originaltitel: Mr. Belvedere Rings the Bell) ist eine US-amerikanische Filmkomödie aus dem Jahr 1951 von Henry Koster mit Clifton Webb und Joanne Dru in den Hauptrollen. Der Film wurde von 20th Century Fox produziert und ist die Fortsetzung der Komödien Belvedere, das verkannte Genie (1948) und Mr. Belvedere kann alles besser (1949). Das Drehbuch dieses Teils basiert auf dem Bühnenstück The Silver Whistle von Robert E. McEnroe und Gwen Davenport.

## Handlung
Eines Nachmittags geht der bekannte Autor Lynn Belvedere im Park spazieren, als er hört, wie sich vier ältere Menschen über ihr trostloses Leben beschweren. Belvedere, dessen aktuelle Vortragstournee dem Thema „Wie man mit achtzig jung bleibt“ gewidmet ist, ist fasziniert von der Idee, das Heim  „Church of John Home for the Aged“, wo die vier Alten leben, zu besuchen und ihnen zu helfen, ihre Vitalität und Lebensfreude wiederzuerlangen. Belvedere sagt seinem Manager Emmett Wilson, dass er später zu ihm stoßen werde, und geht zu Bischof Daniels, dem Leiter des Heims. Der Bischof nimmt an, dass Belvedere Oliver Erwenter ist, der sich kürzlich um die Aufnahme in das Heim beworben hat, und Belvedere korrigiert ihn nicht. Belvederes jugendliches Aussehen verwirrt den Bischof, da Erwenters Geburtsurkunde besagt, dass er 77 Jahre alt ist, aber Belvedere redet sich durch, bis er aufgenommen wird. 
Im Heim trifft Belvedere die vier Personen, die er zuvor belauscht hatte: Mr. Beebe, Mr. Cherry, Mrs. Hammer und Mrs. Gross sowie Krankenschwester Harriet Tripp und mehrere andere Bewohner der heruntergekommenen Einrichtung. Reverend Watson, der Verwalter des Heims, ist bestürzt, als er erfährt, dass sie einen neuen Bewohner haben, da die Treuhänder ihm gerade mitgeteilt haben, dass sie das ohnehin schon magere Budget bald halbieren werden. Belvederes übereifrige und bisweilen egozentrische Haltung ärgert Watson, obwohl Harriet, die in den Reverend verliebt ist, selbst verärgert ist über dessen Weigerung, sich gegen die Treuhänder zu stellen und mehr Geld zu verlangen. Als Belvedere sich in seinem neuen Quartier einrichtet, fasziniert sein lebhaftes Wesen die Bewohner. Er begeistert Beebe und Cherry, als er ihnen erzählt, dass sein jugendliches Aussehen einem geheimen tibetischen Trank zu verdanken ist. Am Abend macht Belvedere Harriet den Hof, um Watson eifersüchtig zu machen. Als Harriet sieht, dass der Reverend von seinem Arbeitszimmer aus zusieht, spielt sie mit. 
Am nächsten Morgen findet ein wütender Emmett Belvedere und verlangt zu wissen, warum er nicht zu seiner letzten Vorlesung erschienen ist. Belvedere erklärt, dass er die Bewohner wieder jung machen will und schleppt Emmett mit, als er in die Stadt geht. Dort bereitet Belvedere in der Apotheke einige Placebos vor und lässt sie sich ins Heim schicken. Nach Belvederes Rückkehr tadelt Watson ihn sowohl für seine Romanze mit Harriet als auch für seinen „verstörenden“ Einfluss auf die anderen Bewohner. Belvedere besteht darauf, dass seine frische Einstellung seinen neuen Bekannten gut tut und begleitet sie dann zu einem Picknick. Harriet ist erfreut über die Lebhaftigkeit der ehemals ruhigen Bewohner und stimmt Belvederes Vorschlag zu, einen Kirchenbasar zu veranstalten, um Spenden zu sammeln. Watson, der Belvederes wahre Identität entdeckt hat, verrät sein Wissen nicht, als er sieht, wie glücklich Belvedere alle gemacht hat. 
Am Abend weist Belvedere Emmett an, Möbel und Dekorationen für den Garten zu stehlen. Die Bewohner sind erstaunt über die Verbesserung ihrer Umgebung, als sie morgens aufwachen. Beebe und Cherry, die einige von Belvederes Placebo-Pillen genommen haben, sind überzeugt, dass sie tatsächlich jünger werden. Sogar Watson beginnt, an Belvedere zu glauben und dankt ihm für seine Hilfe. Belvederes Pläne scheitern jedoch, als eine Gruppe Reporter ihn entdeckt und seinen Freunden seine Identität verrät. Die neuen Gartenmöbel werden von ihren wütenden Besitzern zurückgefordert, und Beebe, Cherry und die anderen wenden sich gegen Belvedere und werden depressiv. Harriet versucht, sie davon zu überzeugen, dass Belvedere helfen wollte, aber sie hören nicht zu. Entschlossen, nicht aufzugeben, engagiert Belvedere Watson und verbringt die Nacht damit, die Möbel zurückzukaufen und den Basar zu organisieren. Am nächsten Tag erfreuen sich die begeisterten Bewohner an ihren neuen Möbeln und heißen Besucher auf dem Basar willkommen. Watson, der von Harriet gelobt wurde, weil er Belvederes Identität nicht früher preisgegeben hatte, wird von Belvedere dazu inspiriert, Harriet einen Heiratsantrag zu machen, den sie glücklich annimmt. 

## Hintergrund
Gedreht wurde der Film von Mitte März bis Ende April 1951.
Der Produzent Charles K. Feldman kaufte die Rechte an McEnroes Bühnenstück ursprünglich mit der Absicht, es unabhängig zu produzieren und von Fox zu veröffentlichen. Es wurde berichtet, dass mehrere andere Studios am Kauf der Rechte interessiert waren und dass Feldman Cary Grant für die Hauptrolle in Betracht zog. In einer Meldung vom Juni 1949 wurde erwähnt, dass Paul Jones den Film für Feldman produzieren würde und dass auch Bing Crosby für die Hauptrolle in Betracht gezogen wurde. Im Oktober 1950 hatte Fox die Rechte als Vehikel für Clifton Webb erworben, obwohl in mehreren Meldungen zuvor spekuliert worden war, dass Metro-Goldwyn-Mayer den Film produzieren würde.
In McEnroes Stück kam die Figur des Mr. Belevedere nicht vor, sie wurde von Fox in die Geschichte eingefügt. William Lynn, Doro Merande, Jane Marbury, Frances Brandt und Kathleen Comegys nahmen ihre Rollen aus dem Original-Bühnenstück wieder auf. Laut einer Pressemeldung vom März 1951 wurde die Eröffnungssequenz des Films in einem Park in North Hollywood gedreht.
John DeCuir und Lyle R. Wheeler oblag die künstlerische Leitung. Paul S. Fox und Thomas Little waren für das Szenenbild zuständig, Renié Conley für die Kostüme. Verantwortliche Toningenieure waren Roger Heman sr. und George Leverett. Fred Sersen schuf die Spezialeffekte. Herschel Daugherty fungierte als technischer Berater. Musikalischer Direktor war Lionel Newman.
Der Song While Strolling Through the Park One Day stammte von Ed Haley und Robert A. Keiser.

## Veröffentlichung
Die Premiere des Films fand am 1. August 1951 in New York statt. In Österreich kam er 1954 in die Kinos.

## Kritiken
Bosley Crowther von der The New York Times bemängelte, der Film beinhalte schlecht durchdachte Änderungen des populären Bühnenstücks. Es sei schwer, Mr. Belvedere an einem so unwahrscheinlichen Ort zu schlucken, zumal die leichtfertige Bevormundung der Alten ausgesprochen geschmacklos sei.